# فرمان کوروش
فرمان کوروش (انگلیسی: Edict of Cyrus) اشاره به اعلامیه ای از کوروش بزرگ، پادشاه مؤسس شاهنشاهی هخامنشی در سال ۵۳۹ پ.م. دارد که پس از فتح امپراتوری بابل نو توسط ایرانیان بر سقوط بابل صادر شد و در کتاب مقدس عبری ذکر شده‌است که ادعا می‌کند بازگشت به صهیون و بازسازی پرستش‌گاه اورشلیم (یعنی معبد دوم اورشلیم را مجاز و تشویق کرده‌است اما استوانه کوروش مستقیماً به ساکنان پادشاهی یهودا که پس از شکست در جنگ یهودی-بابلی تحت فرمان اسیران یهودی در بابل قرار گرفتند، اشاره نمی‌کند.

## روایت کتاب مقدس
فرمان کوروش در فصل ۳۶ کتب تواریخ دوم آمده‌است:
اکنون در سال اول کوروش پادشاه ایران، برای اینکه کلام خداوند به زبان ارمیا محقق شود، خداوند روح کوروش پادشاه پارس را برانگیخت و او در تمام پادشاهی خود اعلامیه کرد و همچنین به صورت مکتوب می‌گوید: «کوروش، پادشاه پارس، چنین می‌گوید: خداوند خدای آسمان‌ها سلطنت‌های جهان را به من بخشیده و به من امر فرموده که برای او در اورشلیم که سرزمین یهود است خانه ای بسازم. پس هر کس از شما که از آن قوم است می‌تواند به آنجا بازگردد خداوند، خدای او به همراه او باشد.»
— ۲ تواریخ ۳۶:۲۲–۲۳